# Kalpana Chawla
Kalpana Chawla (* 17. März 1962; offiziell auch 1. Juli 1961 in Karnal, Haryana, Indien; † 1. Februar 2003 über dem Süden der USA) war die erste Frau indischer Herkunft im All. Sie starb beim Absturz der Columbia im Frühjahr 2003.

## Ausbildung
An der Ingenieurhochschule in Chandigarh studierte Chawla als einzige Frau der Fakultät für Luftfahrttechnik. Nach ihrem Abschluss 1982 wanderte sie in die Vereinigten Staaten aus und setzte ihr Studium im Bereich Luft- und Raumfahrttechnik fort: zunächst erwarb sie 1984 einen Master an der University of Texas und promovierte vier Jahre später an der University of Colorado.
Mit Erlangung des Doktorgrades erhielt Chawla eine Anstellung am Ames Research Center der NASA, wo sie fünf Jahre lang per Computer das Strömungsverhalten der Luft an Flugzeugen erforschte. 1993 kam sie als Vizepräsidentin zu der zwei Jahre zuvor gegründeten Gesellschaft Overset Methods in Silicon Valley. Dort setzte sie als Leiterin einer Forschergruppe ihre Arbeiten zu Fragen der Aerodynamik fort.

## Astronautentätigkeit
Im Jahr 1994 wurde sie in das Astronautenteam der NASA aufgenommen.

### STS-87
Am 19. November 1997 startete Chawla als Missionsspezialistin an Bord von STS-87 mit der Raumfähre Columbia zu ihrem ersten Raumflug. Bei dem Spacelab-Flug unternahmen die beiden Astronauten Winston Scott und Takao Doi zwei Weltraumausstiege (EVAs). Bei der ersten EVA fingen sie den zu Beginn des Fluges ausgesetzten Forschungssatelliten SPARTAN ein, den Chawla zuvor ausgesetzt hatte und der in ein unkontrolliertes Taumeln geraten war. Außerdem wurde erstmals die sogenannte AERCam erprobt, eine etwa 40 Zentimeter große Kugel, die mit einem Lageregelungs- und einem Kamerasystem ausgestattet schwer zugängliche Strukturen erkunden kann.

### STS-107

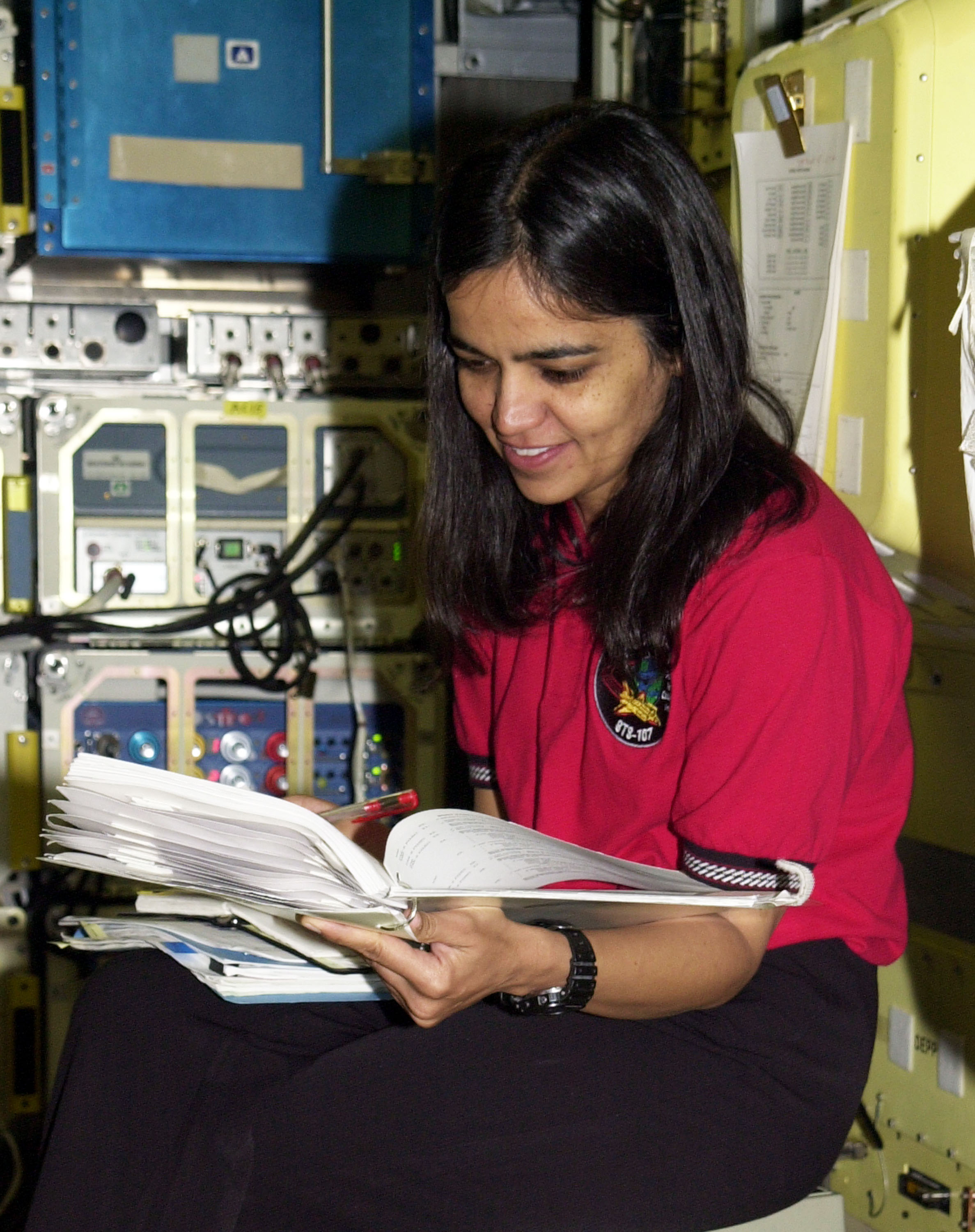
Kalpana Chawla im Space-Shuttle-Simulator

Chawla und sechs weitere Astronauten starteten am 16. Januar 2003 mit der Raumfähre Columbia zur Mission STS-107. Auf dieser 16-tägigen Forschungsmission wurden etwa 80 wissenschaftliche Experimente durchgeführt. Beim Start des Space Shuttles hatte sich allerdings ein Schaumstoffteil vom Außentank gelöst und den Backbordflügel des Orbiters getroffen. Der Schaden wurde zwar bemerkt, aber von der NASA als nicht kritisch eingestuft. Als das Shuttle am 1. Februar zur Erde zurückkehrte, drangen durch eine beschädigte Hitzekachel heiße Gase in den Flügel ein und zerschmolzen ihn von innen. Das Shuttle geriet außer Kontrolle und zerbrach in der Atmosphäre. Kalpana Chawla und alle anderen Crewmitglieder kamen dabei ums Leben.

## Auszeichnungen und Ehrungen
Unter anderem wurden Chawla folgende Auszeichnungen verliehen:
- Congressional Space Medal of Honor (postum)
- NASA Space Flight Medal
- NASA Distinguished Service Medal

Zu Ehren von Kalpana Chawla benannte die indische Raumfahrtorganisation ISRO ihren Wettersatelliten METSAT-1 in Kalpana-1 um. Außerdem wurde ein Asteroid des Hauptgürtels ((51826) Kalpanachawla) sowie der Cygnus-Raumtransporter NG-14 nach ihr benannt. Im Jahre 2006 benannte die Internationale Astronomische Union den Mondkrater Chawla offiziell nach Kalpana Chawla.